# Instytut Matematyki i Informatyki Politechniki Wrocławskiej
Instytut Matematyki i Informatyki Politechniki Wrocławskiej – do 2014 roku jeden z trzech instytutów Wydziału Podstawowych Problemów Techniki. W 2014 roku został podzielony na dwie katedry: Katedrę Matematyki i Katedrę Informatyki.  W wyniku wydzielenia Katedry Matematyki z Wydziału PPT w dniu 15 września 2015 r. powstał Wydział Matematyki Politechniki Wrocławskiej.

## Historia
Początki Instytutu sięgają 1951 roku, w którym powstała Katedra Matematyki na Politechnice Wrocławskiej. Wcześniej, po zakończeniu drugiej wojny światowej, najwybitniejsi wrocławscy matematycy, wśród których byli profesorowie: Bronisław Knaster, Edward Marczewski, Czesław Ryll-Nardzewski, Hugo Steinhaus, i Władysław Ślebodziński, pracowali w jednej, wspólnej dla Politechniki i Uniwersytetu Katedrze. W roku 1968 powołano na Politechnice Wrocławskiej Instytut Matematyki i Fizyki Teoretycznej pod kierownictwem profesora Stanisława Gładysza. Jednostka ta wchodziła w skład Wydziału Podstawowych Problemów Techniki. 
Dyrektorami byli:
- 1968–1981: prof. dr hab. Stanisław Gładysz
- 1981–1982: doc. dr Bronisław Jasek
- 1982–1984: prof. dr hab. Czesław Ryll-Nardzewski
- 1984–1990: doc. dr Zbigniew Romanowicz
- II–XII 1990: doc. dr Bronisław Jasek
  - doc. dr hab. inż. Tomasz Byczkowski (z-ca ds. współpracy z zagranicą i kształcenia kadry)
  - doc. dr hab. inż. Anzelm Iwanik (z-ca ds. Badań naukowych i współpracy z przemysłem)
  - doc. dr hab. Bronisław Florkiewicz (z-ca ds. dydaktyki)
- 1.I.1991–31.VIII.1990: doc. dr Zbigniew Romanowicz
- 1991–1996: dr hab. Zbigniew Olszak
- 1996–1999: dr hab. inż. Roman Różański
- 1999–12 maja 2000: prof. dr hab. Bronisław Florkiewicz
- 2000–2002: dr hab. inż. Krzysztof Szajowski
- 2002-2005: prof. dr hab. inż. Ryszard Grząślewicz
- 2005-2008: prof. dr hab. Zbigniew Olszak
- 2008-2012: prof. dr hab. inż. Krzysztof Kołodziejczyk
- 2012-2014: prof. dr hab. Aleksander Weron
- 2014-2015: prof. dr hab. Krzysztof Stempak (kierownik Katedry Matematyki na WPPT)

Z tego instytutu w roku 1974 wydzielił się Instytut Matematyki, który w roku 2005 zmienił nazwę na Instytut Matematyki i Informatyki. W 2014 r. ten ostatni został podzielony na dwie katedry: Katedrę Matematyki i Katedrę Informatyki.  W wyniku wydzielenia Katedry Matematyki z Wydziału PPT w dniu 15 września 2015 r. powstał Wydział Matematyki Politechniki Wrocławskiej.

## Uprawnienia
Instytut posiada uprawnienia do nadawania stopnia:
- doktora nauk matematycznych w dyscyplinie matematyka
- doktora habilitowanego w dziedzinie nauk matematycznych w dyscyplinie matematyka[5].

## Stopnie i systemy studiów
Kierunek Matematyka
Specjalności:
- Matematyka finansowa i ubezpieczeniowa (studia I i II stopnia)
- Matematyka przemysłowa (studia I stopnia)
- Matematyka teoretyczna (studia I i II stopnia)
- Statystyka matematyczna (studia I i II stopnia)
- Informatyka matematyczna (studia II stopnia)
- Mathematics for Industry and Commerce w ramach konsorcjum ECMI[7] (studia II stopnia w języku angielskim)

Istnieje możliwość podjęcia studiów doktoranckich na Wydziale Podstawowych Problemów Techniki.
Kierunek Informatyka
Studia I stopnia inżynierskie
Studia II stopnia magisterskie w specjalnościach:
- Algorytmika
- Bezpieczeństwo komputerowe

## Tematyka badań naukowych
- Numeryczna algebra liniowa
- Algorytmy i złożoność obliczeniowa
- Analiza harmoniczna i rozwinięcia ortogonalne
- Analiza kombinatoryczna
- Geometria przestrzeni Banacha
- Geometria różniczkowa
- Kryptografia i bezpieczeństwo komputerowe
- Matematyka finansowa i ubezpieczeniowa
- Matematyka przemysłowa
- Modelowanie stochastyczne w fizyce i biologii
- Probabilistyka wolna(inne języki)
- Równania różniczkowe i całkowe
- Statystyka matematyczna i teoria decyzji
- Struktury algebraiczne
- Teoria ergodyczna
- Teoria gier
- Teoria mnogości i funkcje rzeczywiste
- Teoria potencjału procesów Markowa
- Układy dynamiczne

## Dyrekcja (2012-2014)
P.o. Dyrektor: prof. dr hab. Aleksander Weron
Z-ca Dyrektora ds. Współpracy z Przemysłem: prof. dr hab. Jacek Cichoń
Z-ca Dyrektora ds. Badań Naukowych: dr hab. Wojciech Mydlarczyk
Z-ca Dyrektora ds. Dydaktyki: dr inż. Agnieszka Wyłomańska

## Wykładowcy
Z tytułem profesora:
- prof. dr hab. inż. Krzysztof Bogdan
- prof. dr hab. inż. Tomasz Byczkowski
- prof. dr hab. Jacek Cichoń
- prof. dr hab. inż. Tomasz Downarowicz
- prof. dr hab. inż. Tadeusz Inglot
- prof. dr hab. inż. Krzysztof Kołodziejczyk
- prof. dr hab. Zbigniew Kowalski
- prof. dr hab. Mirosław Kutyłowski
- prof. dr hab. inż. Romuald Lenczewski
- prof. dr hab. inż. Ryszard Magiera
- prof. dr hab. Michał Morayne
- prof. dr hab. Wojciech Okrasiński
- prof. dr hab. Zbigniew Olszak
- prof. dr hab. Tadeusz Radzik
- prof. dr hab. Krzysztof Stempak
- prof. dr hab. Bogdan Węglorz(inne języki)
- prof. dr hab. Aleksander Weron

Ze stopniem doktora habilitowanego:
- dr hab. inż. Małgorzata Bogdan(inne języki)
- dr hab. Wiesław Dudek(inne języki)
- dr hab. Jan Goncerzewicz
- dr hab. Marian Hotloś(inne języki)
- dr hab. inż. Tomasz Jakubowski(inne języki)
- dr hab. inż. Anna Jaśkiewicz(inne języki)
- dr hab. Alicja Jokiel-Rokita(inne języki)
- dr hab. inż. Agnieszka Jurlewicz(inne języki)
- dr hab. inż. Marek Klonowski
- dr hab. inż. Tadeusz Kulczycki
- dr hab. inż. Mateusz Kwaśnicki
- dr hab. inż. Marcin Magdziarz(inne języki)
- dr hab. Janusz Mierczyński
- dr hab. Wojciech Mydlarczyk
- dr hab. inż. Roman Różański
- dr hab. inż. Michał Ryznar
- dr hab. inż. Krzysztof Szajowski
- dr hab. inż. Jacek Serafin
- dr hab. inż. Maciej Wilczyński(inne języki)
- dr hab. Tomasz Żak(inne języki)
- dr hab. Paweł Zieliński
- dr hab. Krystyna Ziętak

byli wykładowcy
- prof. dr hab. Czesław Ryll-Nardzewski
- dr hab. inż. Adam Nowak(inne języki)
- prof. dr hab. Andrzej Nowak
- prof. dr hab. inż. Anzelm Iwanik
- prof. dr hab. Teresa Ledwina - obecnie w IM PAN
- prof. dr hab. inż. Ryszard Grząślewicz
- prof. dr hab. Bronisław Florkiewicz
- doc. Tadeusz Huskowski
- prof. dr hab. Witold Klonecki
- prof. dr hab. Witold Roter
- doc. Rościsław Rabczuk
- prof. dr hab. Barbara Rokowska
- doc. Zbigniew Romanowicz
- prof. dr hab. Stanisław Gładysz
- prof. dr hab. Stanisław Trybuła
- dr hab. inż. Zdzisław Porosiński

## Adresy
siedziby:
ul. Janiszewskiego 14a
50-372 Wrocław
korespondencyjny: Instytut Matematyki i Informatyki obecnie Wydział Matematyki
Politechnika Wrocławska
Wybrzeże Wyspiańskiego 27
50-370 Wrocław